# Ymeray
Ymeray ist eine französische Gemeinde mit 574 Einwohnern (Stand: 1. Januar 2022) im Département Eure-et-Loir in der Region Centre-Val de Loire. Sie gehört zum Arrondissement Chartres und zum Kanton Auneau.

## Geographie
Ymeray liegt etwa 17 Kilometer nordöstlich von Chartres und etwa 17 Kilometer südwestlich von Rambouillet. Der Fluss Voise begrenzt die Gemeinde im Norden. Umgeben wird Ymeray von den Nachbargemeinden Gallardon im Norden, Auneau-Bleury-Saint-Symphorien im Osten, Le Gué-de-Longroi im Süden, Champseru im Südwesten und Westen sowie Bailleau-Armenonville im Westen und Nordwesten.
Die Autoroute A11 durchquert die Gemeinde.

## Bevölkerungsentwicklung
| Jahr                       | 1962 | 1968 | 1975 | 1982 | 1990 | 1999 | 2006 | 2013 | 2020 |
| Einwohner                  | 276  | 292  | 352  | 416  | 469  | 503  | 571  | 625  | 564  |
| Quellen: Cassini und INSEE |      |      |      |      |      |      |      |      |      |

## Kultur und Sehenswürdigkeiten
- Kirche Saint-Georges, seit 1987 Monument historique

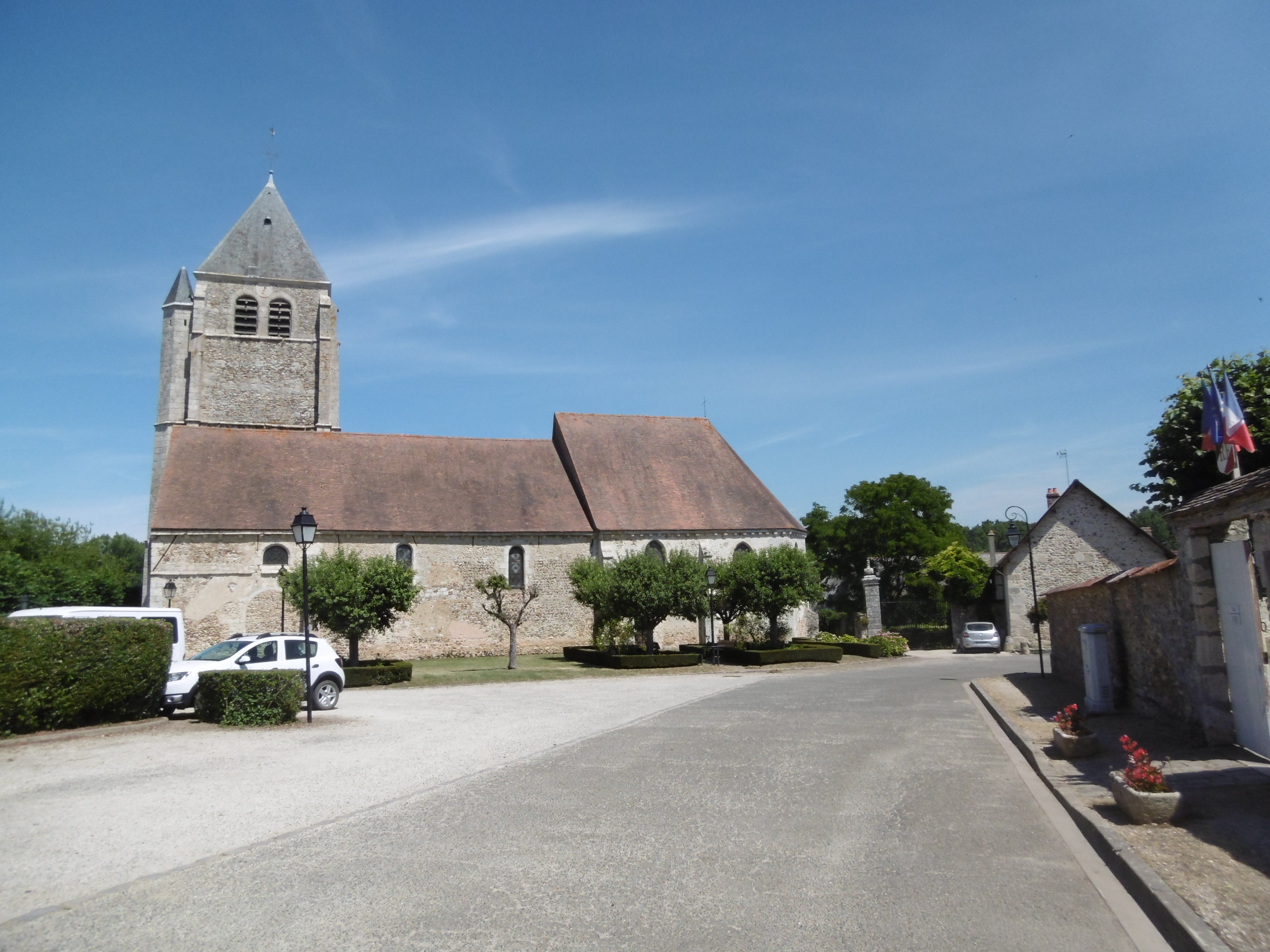
Kirche Saint-Georges
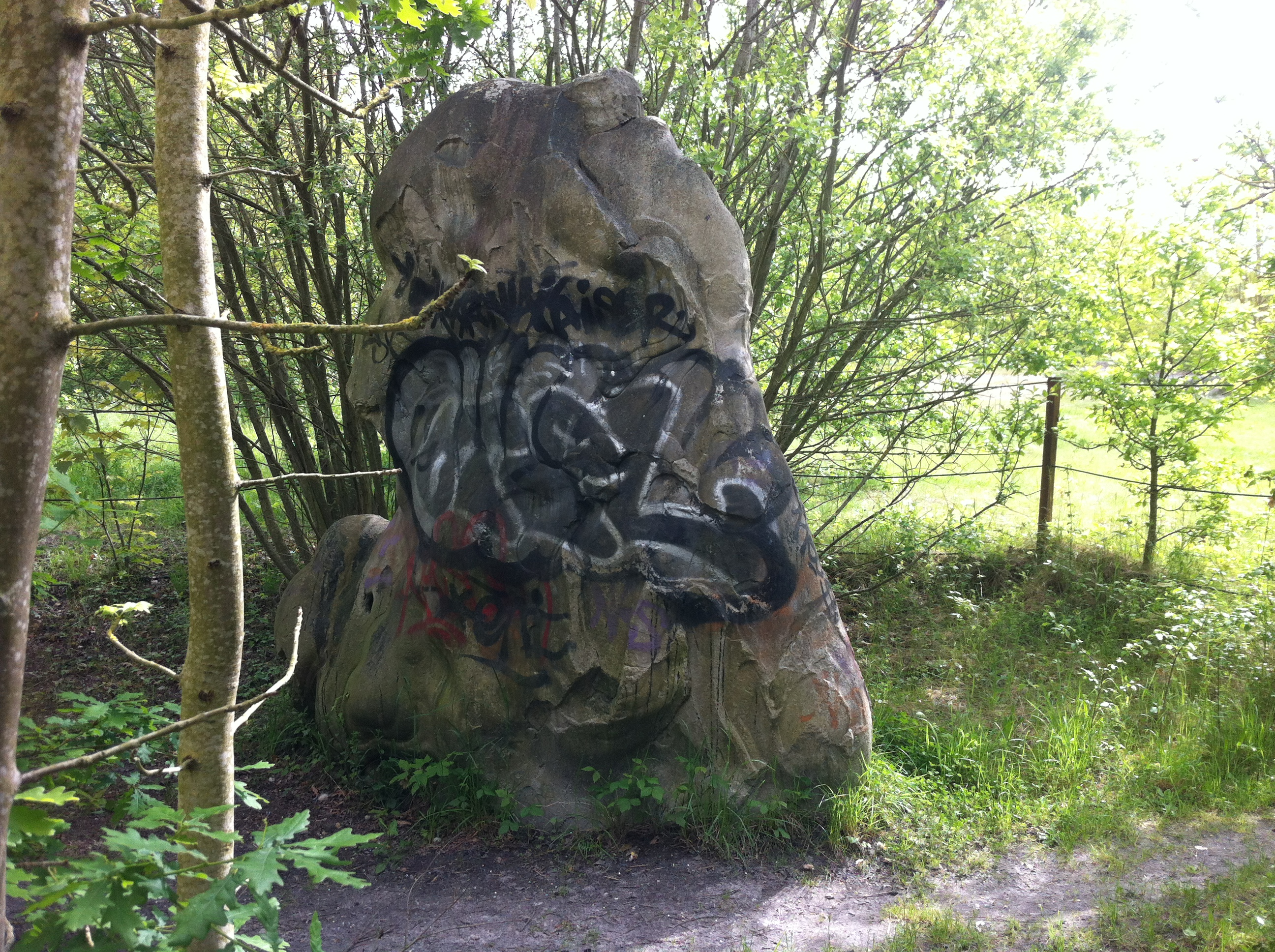
Menhir von Chantecoq (durch Sprayer verunstaltet)